# بران (بكيل المير)

تعديل مصدري - تعديل

بران هي إحدى قرى عزلة فاس بمديرية بكيل المير التابعة لمحافظة حجة، بلغ تعداد سكانها 79 نسمة حسب تعداد اليمن لعام 2004.